# Виконавчі накази
Виконавчі накази — це техно-трилер, написаний Томом Кленсі та опублікований 1 липня 1996 року. Сюжет роману відразу розпочинається з того місця, де зупинилися останні події попереднього роману «Борг честі» (1994),— президент США Джек Раян намагається впоратися з зовнішніми та внутрішніми загрозами.
Роман присвячено колишньому президенту США Рональду Рейгану, який допоміг Кленсі досягти всесвітнього успіху як романіста. Книга дебютувала під номером один у списку бестселерів New York Times.

## Сюжет
Після терористичної атаки камікадзе, що була описана на останніх сторінках попереднього роману, загинули майже всі посадові особи виконавчої, законодавчої та судової влади США. Віцепрезидент США Джек Раян чудом вцілів та відразу був приведений до присяги президента Сполучених Штатів. Оскільки Раян залишився по суті єдиним легітимним представником вищої влади Сполучених Штатів, він зіштовхнеться відразу з кількома викликами: має якнайшвидше відновити власний уряд, палату представників, сенат і весь Верховний суд; водночас повноваження Раяна піддаються критиці і оскарженню з боку колишнього віце-президента Еда Кілті, що призводить до нападок в пресі; в цей же час на Близькому Сході назріває війна.
Під час публічного виступу президент Іраку (неявно вважається, що це Саддам Хусейн) був вбитий іранським «сплячим» агентом, що пробрався в його охорону і за багато років втерся в довіру, дослужившись до полковника. Іранський лідер, який це організував, аятола Махмуд Хаджі Дар'яї, користується вакуумом влади і розпочинає безперешкодне вторгнення в Ірак. Після швидкої страти залишків попередньої влади він декларує об'єднання зі своєю країною, назвавши нову державу «Об'єднана Ісламська Республіка» (ОІР). Потім Дар'яї запускає широкомасштабний план «послаблення» Сполучених Штатів за допомогою серії терористичних атак: атаки з використанням біологічної зброї — штаму смертельно небезпечного вірусу Ебола, що викликає геморагічну гарячку, спроби викрадення молодшої дочки Раяна Кеті та замаху на вбивство самого президента його особистим охоронцем з Секретної служби, який є ще одним іранським сплячим агентом.
Китай та Індія вступають в змову і таємно допомагають Дар'яї, спершу викликавши дипломатичну кризу між материковою частиною Китаю та Тайванем, коли літак Повітряних сил КНР ніби то випадково збив тайванський пасажирський авіалайнер. Інцидент витягує авіаносну групу ВМС США з Індійського океану в Південнокитайське море і дозволяє двом авіаносцям ВМС Індії з супроводом непоміченими дійти до Ормузької протоки, перекриваючи доступ до єдиного морського шляху в Перську затоку, щоб завадити американським кораблям перевезти морем підкріплення для Саудівської Аравії. Дар'яї вважає, що, оскільки уряд і військові США перевантажені численними кризами, він тепер зможе безперешкодно вторгнутися в кілька сусідніх держав, в тому числі Кувейт та Саудівську Аравію щоб захопити їх та претендувати на статус мусульманської наддержави.
Нападу на доньку Раяна, а також замаху на президента запобігають ФБР і Секретна служба. Однак епідемія гарячки Ебола змушує Раяна оголосити воєнний стан і заборонити публічні заходи та пересування дорогами, щоб стримати поширення вірусу. Завдяки цим заходам та через крихкість вірусу, який не може ефективно поширюватися в несприятливому для нього кліматі, епідемія поступово згасає. Тим часом співробітникам ЦРУ Джону Кларку та Домінго Чавесу доручено розслідувати походження вірусної атаки. Під час подорожі до батьківщини вірусу Африки, вони виявляють причетність Дар'яї, складаючи пазл з, здавалося б, не пов'язаних між собою криз. Потім Раян перекидає боєготові частини збройних сил Сполучених Штатів (вірус знерухомив майже весь військовий апарат, за винятком одного винищувального крила, двох броньованих полків і однієї бронетанкової бригади Національної гвардії, яка тренувалася в ізольованому форті Ірвін), щоб допомогти Збройним силам Саудівській Аравії та Збройним силам Кувейту відбити вторгнення ОІР.
Сприятливий спочатку для ОІР розвиток подій поступово змінюється. Атакуючі бронетанкові дивізії були розгромлені об'єднаною вогневою потужністю Сполучених Штатів, Саудівської Аравії та Кувейту. Президент Раян відправив Кларка та Чавеса до Тегерана, де-факто столиці ОІР, щоб за допомогою російської розвідки здійснити удар помсти по Дар'яї — аятола був убитий у своїй резиденції високоточними боєприпасами, скинутими з F-117 Nighthawks. Після цього Раян погрожує завдати тактичного ядерного удару по Тегерану, якщо відповідальних за атаки не буде негайно екстрадовано до США для пред'явлення звинувачень, а об'єкт, де вирощували вірус Ебола, не буде нейтралізовано. Він оголошує про нову зовнішньополітичну доктрину — «доктрину Раяна», згідно з якою Сполучені Штати притягуватимуть до особистої відповідальності будь-якого іноземного лідера, який віддасть накази про напади на громадян, територію чи власність США.
Ед Кілті заперечував легітимність Раяна, але в суді, куди він подав скаргу на епідеміологічні обмеження, федеральний суддя, який розглядає справу, завдяки тому, як була сформульована судова скарга Кілті, в оголошуваному рішенні випадково підтверджує, що Раян є президентом. Після кризи суспільний рейтинг необраного президента Раяна зростає ще більше.

## Персонажі

### Уряд Сполучених Штатів
- Джек Раян: президент Сполучених Штатів Америки
- Скотт Адлер: виконувач обов'язки державного секретаря
- Джордж Вінстон: виконувач обов'язків міністра фінансів
- Патрік «Пет» Мартін: виконувач обов'язків генерального прокурора
- Тоні Бретано: виконувач обов'язки міністра оборони
- Арнольд ван Дамм: голова апарату президента Раяна
- Бен Гудлі: радник президента Раяна з національної безпеки
- Ден Мюррей: виконувач обов'язків директора Федерального бюро розслідувань
- Пет О'Дей: «мандрівний інспектор» ФБР, який працює під керівництвом Мюррея
- Андреа Прайс: голова секретної служби Сполучених Штатів
- Ареф Раман: агент секретної служби, особистий охоронець президента, який є іранським сплячим агентом; йому буде доручено вбити Раяна
- Берт Васко: старший референт з питань Іраку, Державний департамент США

### Центральне Розвідувальне Управління
- Ед Фолі: виконувач обов'язків директора Центрального розвідувального управління
- Мері Пет Фолі: заступник директора ЦРУ з операцій
- Джон Кларк: оперативний офіцер, разом з Чавесом встановлюють причетність Ірану до поширення в США вірусу Ебола
- Домінго «Дінг» Чавес: оперативний офіцер

### Збройні сили США
- Роббі Джексон: пілот палубної авіації, адмірал, керівник операцій (J-3) Об'єднаного комітету начальників штабів
- Бригадний генерал Меріон Діггз: командувач Національного навчального центру Форт-Ірвін у Каліфорнії, пізніше старший командир США в американських силах у Саудівській Аравії
- Аль Хамм: командир 11-го броньованого кавалерійського полку у форті Ірвін під командуванням генерала Діггса
- Полковник Нік Еддінгтон: командир 30-ї важкої бригади Національної гвардії Північної Кароліни, яка пізніше була направлена до Саудівської Аравії
- Генерал-майор Джон Пікетт: командувач Медичного науково-дослідного інституту інфекційних хвороб армії США (англ. USAMRIID)

### Об'єднана Ісламська Республіка
- Аятола Махмуд Хаджі Дар'яї: лідер Ірану. Зустрівшись раніше з Раяном у романі «Сума всіх страхів», він сформував для себе його недооцінений образ, аятола користується можливістю щоб перетворити Іран на наддержаву, попутно дестабілізуючи Сполучені Штати
- Алі Бадрайн: довірений радник Дар'яї, уродженець Іраку, брав участь у перемовинах що передували об'єднанню двох країн. В результаті цих перемовин генерали-іракці втекли з накраденим майном, залишивши після загибелі президента свою країну зовсім без керівництва, що сприяло іранській інтервенції
- Доктор Мохаммед Муді: іранський лікар Всесвітньої організації охорони здоров'я, який є агентом іранського уряду, він виявив штам вірусу Ебола в Заїрі, дослідив його та використав як зброю
- «Кінозірка»: Терорист із зв'язками з Бадрайном, який керує спробою викрадення доньки Раяна Кетлін

### Інші персонажі
- Ед Кілті: колишній віце-президент Сполучених Штатів, який намагається підірвати легітимність Раяна як голови виконавчої влади Сполучених Штатів
- Кеті Раян: Перша леді Сполучених Штатів і доцент кафедри офтальмології Школі медицини університету Джона Гопкінса
- Кетлін «Кейті» Раян: молодша дочка Джека та Кеті Раян
- Сергій Головко: голова Служби зовнішньої розвідки Росії, допомагає легалізуватись в Ірані агентам ЦРУ Кларку та Чавесу
- Геннадій Бондаренко: генерал-лейтенант Сухопутних військ РФ і довірений радник Сергія Головка
- Прем'єр-міністр Індії (без назви): вона вважає Раяна слабким і пізніше погоджується на альянс з ОІР і Китаєм, щоб продовжити свої плани захоплення Шрі-Ланки, пізніше відмовляється, коли Раян погрожує їй помстою, якщо кораблі ВМС Індії відправлять кораблі, блокуючи Ормузьку протоку, і тим замим заважатимуть надводному угрупованню США наближатися до Перської затоки
- Чжан Хан Сан: китайський високопоставлений дипломат з імперіалістичними мотивами, залучений до змови Дар'яї
- П'єр Александр: колишній полковник армії США, який стає ад'юнкт-професором кафедри інфекційних захворювань у Школі медицини Університету Джона Гопкінса. Пізніше Раян призначив його генеральним хірургом Сполучених Штатів за його зусилля в боротьбі з епідемією хвороби Ебола
- Огастес «Гас» Лоренц: голова відділення спеціальних патогенів Центру з контролю та профілактики захворювань в Атланті
- Ральф Форстер: завідувач кафедри інфекційних хвороб Медичної школи Університету Джонса Гопкінса
- Том Доннер: телеведучий каналу новин NBC, якого Кілті підмовив влаштувати пастку для Раяна в телевізійному інтерв'ю. Пізніше він вибачився перед Раяном, ще пізніше висвітлював битву в Саудівській Аравії в рамках прес-пулу
- Джон Пламбер: телевізійний коментатор, який працює з Доннером, також критикує Раяна, але пізніше заради журналістської чесності публічно зізнається, що підставив Раяна під час інтерв'ю
- Боб Хольцман: старший кореспондент The Washington Post у Білому домі
- Пітер Холбрук: антиурядовий екстреміст (руху «Гірські люди»), який планує вбити Раяна за допомогою цементовоза, завантаженого вибухівкою. Пізніше його затримує поліція.
- Ернест Браун: спільник Холбрука, якого також заарештовано.
- Сестра Жанна Баптіст: черниця, яка працює медсестрою в лікарні в Заїрі, заразилася лихоманкою Ебола від пацієнта. Пізніше доктор Моуді вірус Ебола отриманий від неї перетворює на зброю, розмноживши і спорядивши в аерозольні балони.
- Доктор Ян МакГрегор: лікар із Судану, який лікує Сохайлу та Салеха — втікачів з Іраку, які в літаку заразились вірусом Ебола

## Теми
Роман складається з трьох основних сюжетних ліній. Перша частина — це реалістичний портрет президента Сполучених Штатів із «майже фетишистським задоволенням від детального опису того, як [виконавчий директор] щохвилини позбавляється свого приватного життя», за словами романіста Есе Марка Керазіні про книгу. Разом з описом побуту президента розкривається багато механізмів та процесів що відбуваються за лаштунками Білого дому.
У другій частині розповідається про внутрішніх критиків і ворогів — «продажних політиків, товстунів і корумпованих ЗМІ», згідно з рецензією роману Publishers Weekly — які створюють проблеми для президента Раяна, коли він намагається перебудувати уряд США з його правоцентристською політикою та його низовими американськими цінностями.
У третій частині розповідається про прагнення диктатора-фанатика шляхом терору та завоювань створити наддержаву Об'єднана Ісламська Республіка, що перетворює роман на «напружений і жахливий» трилер з описом атаки біологічною зброєю масового ураження; кульмінацією якого є військове протистояння на суші, морі та в повітрі, яке розглядається як повернення до військового роману Кленсі «Червоний шторм підіймається» (1986).
Кленсі також пропонує тезу, що політичні аутсайдери, в даному випадку сам Джек Раян, є кращими реформаторами, ніж ті, хто працював у системі і став її частиною, ця тема також досліджується в таких фільмах, як «Містер Сміт їде до Вашингтона» (1939) і «Дейв» (1993).

## Критика
Завдяки рекламі видавничої компанії Putnam у маркетинговій кампанії вартістю 800 000 доларів, яка висунула Джека Раяна на посаду президента, роман «Executive Orders» було продано в кількості 56 000 примірників за перший тиждень у Barnes & Noble. Зрештою було продано 2,3 мільйона копій.
Книга отримала загалом позитивні відгуки. Publishers Weekly вихваляв Кленсі як «незрівняного гравця у війну, і його інтриги тут майстерні, як і його патріотичні струни серця»; вони дійшли висновку: «Це розвага у важкій вазі, і на дату виходу на публіку вона стане світовим чемпіоном у списках бестселерів». The Washington Post назвала роман «переконливою розвагою», пояснюючи: «[він] показує, що, незважаючи на кінець холодної війни та спокусу берегтися, яку може викликати традиційний успіх, Кленсі не втратив свого запалу. Як культурний артефакт, книга пропонує внутрішню Америку, яка є небезпечною та похмурою».
У змішаній рецензії, написаній Олівером Стоуном для The New York Times, Стоун похвалив «диявольськи винахідливий» сюжет Кленсі та «технічно чітке володіння реалістичними деталями»; однак він критикував довжину роману (він складається з кількох частин, загалом більше 1300 сторінок), ставлячи під сумнів, редакторські правки творів Кленсі: «Реалізм відбувається за рахунок потоку історії, і тут я повинен запитати, чи хтось насправді редагує містера Кленсі, чи, якщо вже на те пішло, чи є будь-який живий трудоголік, який насправді читає кожен абзац кібернетики, з його обов'язковими проявами горя, гніву, страху та тією маленькою часткою любові, яка у світі містера Кленсі може сприйматися як відповідальність».